# NGC 2718
NGC 2718 (другие обозначения — UGC 4707, MCG 1-23-15, MK 703, ZWG 33.34, IRAS08561+0629, PGC 25225) — спиральная галактика с перемычкой в созвездии Гидры. Открыта Уильямом Гершелем в 1786 году.
Вблизи галактики находятся её спутники UGC 4703 и UGC 4703B. Расстояние до системы составляет 54,5 мегапарсек, расстояние от NGC 2718 до UGC 4703 в проекции на картинную плоскость составляет 81 килопарсек. Эта система имеет сходство с системой Млечного Пути, Большого и Малого Магелланова Облака по своим физическим свойствам.
В галактике наблюдается повышенное ультрафиолетовое излучение, и потому её относят к галактикам Маркаряна.
Этот объект входит в число перечисленных в оригинальной редакции «Нового общего каталога».